# おやすみ (あみんの曲)
『おやすみ』は、あみん通算4枚目のシングル。1983年11月1日発売。発売元はPHILLIPS RECORDS。

## 解説
本作発売後に活動停止したため、A面曲・B面曲ともながらくオリジナル・アルバム未収録であったが、活動再開した2007年にデジタル・リマスタリングされて、2枚組作品集『P.P.S. あなたへ・・・』に収録された。
B面曲『あの日の風景』は、岡村孝子のソロ・ヴァージョンが存在する。1986年11月29日発売のLP『ANDANTINO』（あみん時代の自作曲を6曲セルフカバーした作品集）に収録され、翌年にCD化された際、『Andantino a tempo』（1987.2.4）と改題されてリリースされた。

## 収録曲
1. おやすみ　（4:00）
  - 作詞・作曲: 岡村孝子 、編曲: 萩田光雄、Ebako Jr.
2. あの日の風景　（4:14）
  - 作詞・作曲: 岡村孝子 、編曲: 萩田光雄、Ebako Jr.

## 収録アルバム
- おやすみ　
  - P.P.S. あなたへ・・・　（1980年代の作品を網羅した再編集盤）
  - ポプコン・スーパー・セレクション あみんベスト

※オリジナルアルバム未収録
- あの日の風景　
  - P.P.S. あなたへ・・・　
  - ポプコン・スーパー・セレクション あみんベスト

※オリジナルアルバム未収録
- あの日の風景 （岡村バージョン）
  - ANDANTINO　※LP・カセットテープのみのリリース
  - Andantino a tempo　※CDのみのリリース